# Chantal Thomass
Pour les articles homonymes, voir Thomass.
Ne pas confondre avec l'universitaire Chantal Thomas
Chantal Thomass, née le 5 septembre 1947 à Malakoff (Seine, aujourd'hui Hauts-de-Seine), est une créatrice de mode française, fondatrice de la marque de lingerie du même nom, reconnaissable à son éternelle frange présente jusque dans son logo.
Elle fait ses débuts en 1967 avec diverses expériences dans le prêt-à-porter, mais c'est depuis 1975 qu'elle dessine des collections de lingerie très sexy et féminines. Après des difficultés croissantes de 1985 à 1999 pour la créatrice, la marque passe par divers propriétaires pour finalement finir dans le groupe Chantelle en 2011.

## Biographie

### Les origines
Chantal Thomass (née Chantal Genty), fille unique d’une mère couturière et d’un père ingénieur, ne tarde pas à se faire remarquer : inscrite dans un collège religieux, la jeune écolière modifie immédiatement son uniforme règlementaire. Elle abandonne le lycée après sa seconde et entre dans une école de dessin. Sa carrière démarre véritablement à la fin des années 1960. À 20 ans, issue de la « génération Palace », elle débute chez Dorothée Bis puis lance avec son mari Bruce Thomass (ancien étudiant aux Beaux-Arts) sa première marque de prêt-à-porter, Ter et Bantine (1967 à 1975). Brigitte Bardot et Michèle Mercier achètent des robes à la créatrice qui utilise alors des matières étonnantes comme la toile cirée, le pilou ou la maille Lurex.
En 1975, elle crée sa société, à laquelle elle donne son nom, et donne son premier défilé sous sa griffe l'année suivante. Elle introduit sa première collection de lingerie dans sa collection de prêt-à-porter et est la première à faire défiler la femme en lingerie. Une évolution dans une décennie marquée par les mouvements féministes. À cette époque, les dessous adoptent des coupes fonctionnelles, avec matières basiques. Chantal Thomass va détourner des étoffes traditionnellement masculines, utilisant la soie et des fanfreluches qu’elle adore (nœuds, dentelle, motifs…) faisant d'elle une figure majeure des années 1980. Elle réhabilite successivement le soutien-gorge, la guêpière, le porte-jarretelles, le corset, les bas, et inventera plus tard le collant de dentelle. « J’ai joué des dessous comme des dessus en dévoilant et en voilant avec des dentelles et des transparences sensuelles » explique cette créatrice.
Au cours des années 1980, Chantal Thomass collabore en parallèle pour la marque de doudounes Moncler, marquant le début de l'orientation de celle-ci vers la mode.

### La marque
La griffe Chantal Thomass est lancée cette même année 1975. En 1981, le publicitaire Benoît Devarrieux crée le profil découpé en ombre chinoise, qui deviendra le logo. Ce logo sera modifié 17 ans après.
En 1985, c'est le dépôt de bilan, la marque est renflouée par des capitaux japonais du groupe World qui prend alors une large majorité des parts.

#### Perte de la marque
En 1995, Chantal Thomass est licenciée pour « faute caractérisée » par son principal actionnaire japonais, qui possède le droit d'exploitation de la marque jusqu'en 2035, et perd l'usage de cette marque. En 1996, la société est mise en liquidation volontaire.
Elle récupère la marque après un procès, 3 ans plus tard. Elle intègre alors le Groupe Sara Lee, propriétaire à l'époque de la marque DIM et crée un scandale en 1999 en mettant en scène des mannequins vivants en lingerie dans les vitrines des Galeries Lafayette. Finalement, elle conserve 34 % des parts de la marque et le poste à la direction artistique.

#### Chantelle
Dim (Dim Brand Apparel) a décidé en mai 2011 de se séparer de la marque pour la revendre au groupe Chantelle, déjà propriétaire de nombreuses lignes de lingerie, et du réseau de boutiques de lingerie Orcanta depuis 2006 (anciennement PPR).

### Diversification
En 2001, sa carrière est pour la première fois retracée dans l'ouvrage Plaisirs de Femme. Chantal Thomass étendra au fur et à mesure sa gamme de produits en lançant son premier parfum « Chantal Thomass » en 2002 (d'autres suivront), une fragrance dont le flacon est habillé d'une couture de bas et d'une jarretière en tulle, des lunettes de soleil avec les opticiens REV en 2008, puis une ligne de mobilier pour le fabricant Taillardat ou encore une ligne de maquillage en 2009.
Elle publie pour la première fois son autobiographie en 2017 (Sens dessus dessous) qui retrace son parcours professionnel, ses succès et ses difficultés et comment elle a su rebondir. Elle y dévoile une partie de sa vie privée également.

#### Sa boutique et l'expansion à l’international

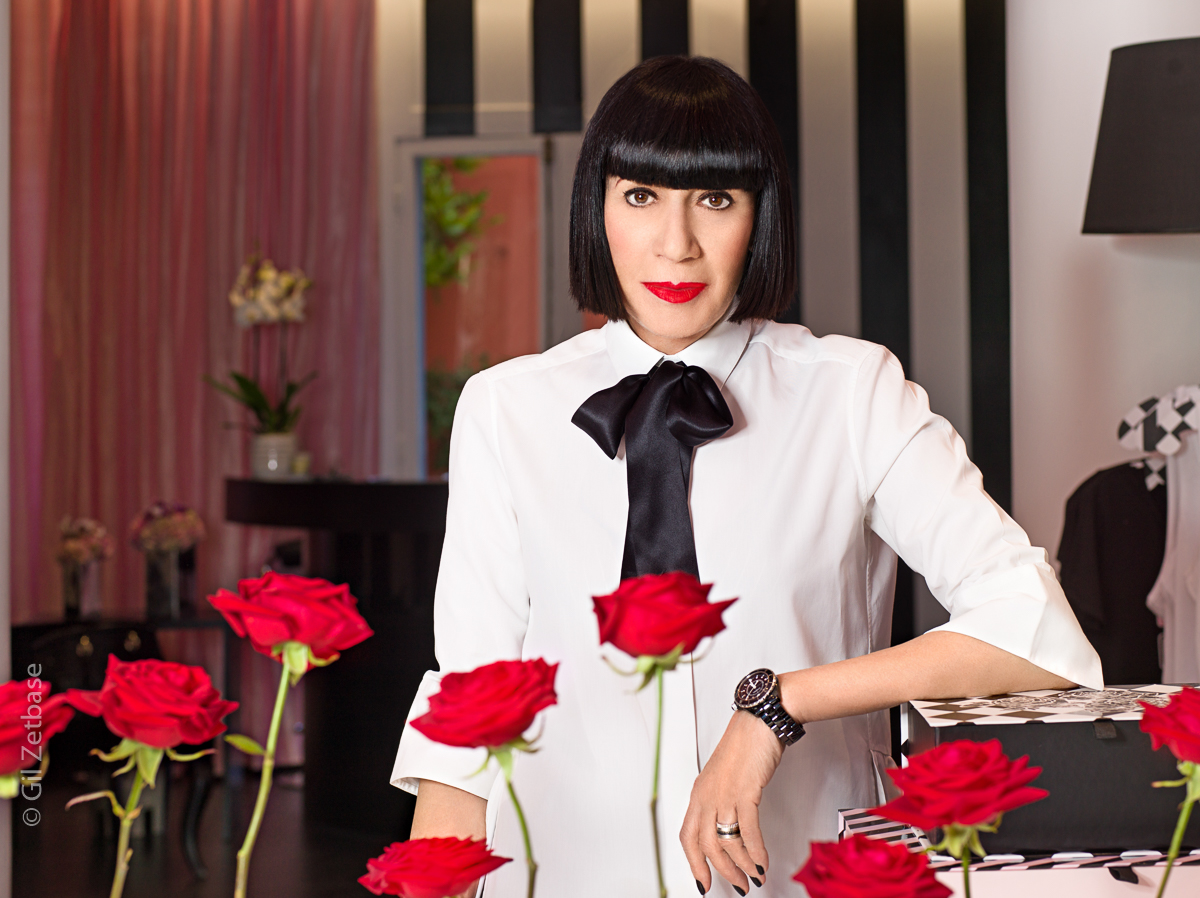
Chantal Thomass dans sa boutique éphémère de Beaulieu sur Mer 2016.

En septembre 2004, elle ouvre à Paris une boutique « esprit boudoir » à la façade Napoléon III classée, située rue Saint-Honoré à proximité du magasin colette. Conçue comme un appartement avec des alcôves, l'endroit est capitonné de soie rose avec des miroirs partout sur les murs et du mobilier rose en verre.

### Les œuvres caritatives
Chantal Thomass s'engage régulièrement dans des œuvres caritatives : en 2005, elle décore en rose une voiture Jaguar Type E, crée des poupées pour l'UNICEF depuis 2001, des assiettes pour Action contre la faim, elle a habillé Minnie de noir, a dessiné un tutu et des chaussons de danse pour Repetto & l'UNESCO. L’argent récolté est reversé pour financer des actions caritatives, comme l'intégration d'enfants autistes.

### Collaborations
Chantal Thomass collabore régulièrement avec de nombreuses marques éloignées du domaine de la lingerie. On peut citer :
- Lampe Berger[20] ;
- une machine à laver le linge Vedette, en 2007[21] ;
- les sucrettes Canderel en 2008[22] ;
- une Barbie en avril 2009 pour le 50e anniversaire de la poupée[23] ;
- du maquillage Nivea en 2009[24] ;
- une collection de têtes de lit avec Tréca (2011)[25],[26] ;
- la décoration de deux suites pour l’hôtel Pradey, rue Saint-Roch à Paris[3] ;
- la décoration de la cannette de Coca-Cola Light (2014)[27].

Le 5 mars 2020, à l'occasion de la Journée internationale des femmes, elle participe à un défilé à Tunis organisé par l'Institut français intitulé " Over fifty... et alors ?" un défilé consacré aux femmes qui ont franchi la barre des 50 ans.  
En Juillet 2022, elle participe à l'émission de télévision Drag Race France, au côté de Nicky Doll, Daphné Burki et Kiddy Smile, en tant que juge invité pour le French Ball. 

## Ouvrages
- Chantal Thomass, Plaisirs de femmes : Chantal Thomass, 30 ans de création, Images en manœuvres, 2001, 192 p. (ISBN 978-2-908445-55-8)
- Chantal Thomass, Chantal Thomass, Mon carnet d'adresses, Paris, Editions du Chêne, 2011, 192 p. (ISBN 978-2-8123-0478-1)
- Chantal Thomass, Sens dessus dessous, Autobiographie, Michel Lafon, 2017, 295 p.